# Masters de Roma 1984
El Abierto de Italia 1984 fue la edición del 1984 del torneo de tenis Masters de Roma. El torneo masculino fue un evento del circuito ATP 1984.  El torneo femenino fue un evento del circuito WTA 1984. Se celebró desde el 21 de mayo hasta el 27 de mayo.

## Campeones

### Individuales Masculino
Andrés Gómez vence a  Aaron Krickstein, 2–6, 6–1, 6–2, 6–2

### Individuales Femenino
Manuela Maleeva vence a  Chris Evert, 6–3, 6–3

### Dobles Masculino
Ken Flach /  Robert Seguso vencen a  John Alexander /  Mike Leach, 3–6, 6–3, 6–4

### Dobles Femenino
Iva Budařová /  Helena Suková vencen a  Kathleen Horvath /  Virginia Ruzici, 7–6(7–5), 1–6, 6–4